# Dicranota lacteipennis
Dicranota (Rhaphidolabis) lacteipennis là một loài ruồi trong họ Pediciidae. Chúng phân bố ở vùng Indomalaya.